# Cecilia di York
Cecilia di York (Westminster, 20 marzo 1469 – Sandown, 24 agosto 1507) è stata una principessa inglese.

## Biografia
Nacque nel palazzo di Westminster. Era la terzogenita di Edoardo IV d'Inghilterra, e di sua moglie, Elisabetta Woodville, figlia di Richard Woodville e di Giacometta di Lussemburgo.
Era una nipote di Riccardo III d'Inghilterra, cognata di Enrico VII d'Inghilterra, zia di Enrico VIII d'Inghilterra e prozia di Edoardo VI d'Inghilterra, Maria I d'Inghilterra e Elisabetta I d'Inghilterra.

## Regno di Edoardo IV
Nel 1474, Edoardo IV contrasse un'alleanza matrimoniale con Giacomo III di Scozia, per cui Cecilia è stata promessa in sposa al futuro Giacomo IV di Scozia. Per un certo tempo venne chiamata principessa di Scozia. Questo accordo fu, tuttavia, impopolare nel Regno di Scozia.
Nel 1478 partecipò alle nozze dello zio, Giorgio Plantageneto, I duca di Clarence.
Suo padre continuò a pagare la "dote scozzese" fino all'11 giugno 1482, siccome Cecilia era fidanzata, in base al Trattato di Fotheringhay, Alexander Stewart, duca di Albany, il fratello più giovane di Giacomo III, che aveva ambizioni personali per il trono scozzese.
Albany venne ucciso il 7 agosto 1485, ma la morte di Edoardo IV nel 1483 aveva già cambiato le prospettive di matrimonio per le sue figlie.

## Regno di Riccardo III
Dopo la morte di Anna Neville, si vociferava che Riccardo stesse considerando di sposare la sorella di Cecilia, Elisabetta di York, che era la primogenita di Edoardo IV. Tuttavia Riccardo negò queste voci, ed ora sappiamo che era in procinto di sposare l'infanta Giovanna d'Aviz, e far sposare Elisabetta a Manuele duca di Beja.

## Primo matrimonio
Cecilia sposò Ralph Scrope, un fratello minore di Thomas Scrope, VI barone Scrope e un sostenitore di Riccardo, ma il matrimonio fu poi annullato con l'ascesa al trono del cognato come Enrico VII d'Inghilterra.

## Regno di Enrico VII
Il pretendente Lancaster, Enrico Tudor, conte di Richmond, aveva annunciato a Rennes, che aveva intenzione di unire le due case reali rivali dei Lancaster e degli York, sposando una figlia di Edoardo IV, anche se l'unico a riportare la notizia è Polidoro Virgili, storico di regime Tudor, diversi decenni dopo l'evento, e nessuna fonte contemporanea ne fa menzione.

## Secondo matrimonio
Sposò, il 25 novembre 1487, John de Welles, I visconte Welles (1448-9 febbraio 1499), figlio di Sir Lionel de Welles e Margaret Beauchamp. Il suo nuovo marito era un fratellastro materno di lady Margaret Beaufort e quindi uno zio di Enrico VII. Ebbero due figli:
- Elizabeth (?-1498)
- Anne (?-1499)

Cecilia giocò un ruolo importante durante i primi anni del regno di Enrico VII, come si conveniva ad un membro della famiglia reale, essendo la sorella della regina consorte e cognata del re. Tenne a battesimo suo nipote Arturo, principe di Galles, partecipò all'incoronazione della sorella Elisabetta come regina consorte e accompagnò Caterina d'Aragona nel suo viaggio per il suo matrimonio con il principe Arturo.

## Terzo matrimonio
Nonostante il suo lutto, nel 1502 sposò Thomas Kyme, un signorotto del Lincolnshire. Si pensa sia stato un matrimonio d'amore.
Questo matrimonio ebbe luogo senza l'approvazione del re. La principessa pare avesse calcolato male la reazione del cognato. Il re bandì Cecilia dalla corte e tutti i suoi beni furono confiscati. Solamente con l'intervento di lady Margaret Beaufort, le vennero restituite alcune proprietà.

## Morte
Morì nel 1507, all'età di 38 anni. Ha vissuto sull'isola di Wight, non in grande ricchezza.

## Ascendenza
|                                         |                             |                                       | Genitori                                   |  |  | Nonni |  |  | Bisnonni                                      |  |  | Trisnonni                            |  |
|                                         |                             |                                       |                                            |  |  |       |  |  | Riccardo Plantageneto, III conte di Cambridge |  |  | Edmondo Plantageneto, I duca di York |  |
|                                         |                             |                                       |                                            |  |  |       |  |  | Riccardo Plantageneto, III conte di Cambridge |  |  | Edmondo Plantageneto, I duca di York |  |
|                                         |                             | Isabella di Castiglia                 |                                            |  |  |       |  |  | Riccardo Plantageneto, III conte di Cambridge |  |  |                                      |  |
| Riccardo Plantageneto, III duca di York |                             |                                       |                                            |  |  |       |  |  | Riccardo Plantageneto, III conte di Cambridge |  |  |                                      |  |
|                                         |                             | Anna Mortimer                         | Ruggero Mortimer                           |  |  |       |  |  |                                               |  |  |                                      |  |
|                                         |                             | Anna Mortimer                         | Ruggero Mortimer                           |  |  |       |  |  |                                               |  |  |                                      |  |
|                                         |                             | Anna Mortimer                         | Alianore Holland                           |  |  |       |  |  |                                               |  |  |                                      |  |
| Edoardo IV d'Inghilterra                |                             | Anna Mortimer                         |                                            |  |  |       |  |  |                                               |  |  |                                      |  |
|                                         |                             | Ralph Neville, I conte di Westmorland | John Neville                               |  |  |       |  |  |                                               |  |  |                                      |  |
|                                         |                             | Ralph Neville, I conte di Westmorland | John Neville                               |  |  |       |  |  |                                               |  |  |                                      |  |
|                                         |                             | Ralph Neville, I conte di Westmorland | Maud Percy                                 |  |  |       |  |  |                                               |  |  |                                      |  |
| Cecilia Neville                         |                             | Ralph Neville, I conte di Westmorland |                                            |  |  |       |  |  |                                               |  |  |                                      |  |
|                                         |                             | Joan Beaufort                         | Giovanni Plantageneto, I duca di Lancaster |  |  |       |  |  |                                               |  |  |                                      |  |
|                                         |                             | Joan Beaufort                         | Giovanni Plantageneto, I duca di Lancaster |  |  |       |  |  |                                               |  |  |                                      |  |
|                                         |                             | Joan Beaufort                         | Katherine Swynford                         |  |  |       |  |  |                                               |  |  |                                      |  |
| Cecilia di York                         |                             | Joan Beaufort                         |                                            |  |  |       |  |  |                                               |  |  |                                      |  |
|                                         | Richard Woodville di Rivers | …                                     |                                            |  |  |       |  |  |                                               |  |  |                                      |  |
|                                         | Richard Woodville di Rivers | …                                     |                                            |  |  |       |  |  |                                               |  |  |                                      |  |
|                                         | Richard Woodville di Rivers | …                                     |                                            |  |  |       |  |  |                                               |  |  |                                      |  |
| Richard Woodville                       | Richard Woodville di Rivers |                                       |                                            |  |  |       |  |  |                                               |  |  |                                      |  |
|                                         |                             | Joan Bedlisgate                       | Thomas Bittlesgate di Knightstone          |  |  |       |  |  |                                               |  |  |                                      |  |
|                                         |                             | Joan Bedlisgate                       | Thomas Bittlesgate di Knightstone          |  |  |       |  |  |                                               |  |  |                                      |  |
|                                         |                             | Joan Bedlisgate                       | …                                          |  |  |       |  |  |                                               |  |  |                                      |  |
| Elisabetta Woodville                    |                             | Joan Bedlisgate                       |                                            |  |  |       |  |  |                                               |  |  |                                      |  |
|                                         |                             | Pietro I di Lussemburgo-Saint Pol     | Giovanni di Saint-Pol                      |  |  |       |  |  |                                               |  |  |                                      |  |
|                                         |                             | Pietro I di Lussemburgo-Saint Pol     | Giovanni di Saint-Pol                      |  |  |       |  |  |                                               |  |  |                                      |  |
|                                         |                             | Pietro I di Lussemburgo-Saint Pol     | Margherita d'Enghien                       |  |  |       |  |  |                                               |  |  |                                      |  |
| Giacometta di Lussemburgo               |                             | Pietro I di Lussemburgo-Saint Pol     |                                            |  |  |       |  |  |                                               |  |  |                                      |  |
|                                         |                             | Margherita del Balzo                  | Francesco I del Balzo                      |  |  |       |  |  |                                               |  |  |                                      |  |
|                                         |                             | Margherita del Balzo                  | Francesco I del Balzo                      |  |  |       |  |  |                                               |  |  |                                      |  |
|                                         |                             | Margherita del Balzo                  | Sveva Orsini                               |  |  |       |  |  |                                               |  |  |                                      |  |
|                                         |                             | Margherita del Balzo                  |                                            |  |  |       |  |  |                                               |  |  |                                      |  |